# Patric Reynolds
Patric Reynolds est un dessinateur de comics ayant commencé sa carrière en 2009.

## Biographie
Il a notamment travaillé sur les séries de Dark Horse Comics Abe Sapien et Let Me In. Il est également le dessinateur du comic Serenity: Float Out en 2010. En 2015, il dessine le comic Aliens: Fire and Stone qui sera publié en France sous le titre Aliens: Le Feu et la Roche, la même année.
Il est connu pour son goût pour le clair-obscur et cite Le Caravage parmi ses références.